# Khalid Kasem
Khalid Kasem, né le 30 mai 1978 à Utrecht, est un avocat et écrivain néerlandais.
Il est connu pour avoir été l'avocat du criminel Werner E., le rappeur Boef ainsi que le porte parole de la famille du footballeur Abdelhak Nouri. En mai 2020, l'avocat gagne en notoriété à la suite d'une affaire de corruption le liant avec l'organisation mafieuse de Ridouan Taghi.

## Biographie
Khalid Kasem naît à Utrecht et grandit dans le quartier de Nieuwegein. Lorsqu'il est jeune, il est expulsé de l'école à l'âge de quinze ans. Il s'inscrit alors au moedernavo, termine sa secondaire et se lance dans les études de droit à l'université d'Amsterdam. Il travaille d'abord à l'ABN AMRO avant d'ouvrir en 2017 son propre cabinet d'avocat avec Peter R. de Vries.
En 2020, il prend part à De Slimste Mens organisé par la chaîne NCRV. Il y figure à la deuxième place après Marieke van de Zilver.
Porte parole de la famille d'Abdelhak Nouri depuis l'incident du 8 juillet 2017, il écrit et consacre un livre au footballeur Abdelhak Nouri en mars 2020. Il y fait part de la vie du joueur grâce à des interviews avec sa famille et les amis proches du joueur. Le livre connaît un énorme succès aux Pays-Bas.

## Affaire Ridouan Taghi
En mai 2020, la police et les autorités néerlandaises suspectent Khalid Kasem d'avoir livré d'importantes informations au baron de drogue Ridouan Taghi. Khalid Kasem aurait joué un énorme rôle dans l'organisation de Ridouan Taghi en 2015 afin qu'il puisse rester sous les radars de la police. Dans des messages PGP déchiffrés par une organisation d'informatiques au Canada, Ridouan Taghi envoie un message où il est écrit le frère de Mussa. Selon les autorités, il s'agit de Khalid Kasem, à cette époque fonctionnaire en tant qu'avocat de Werner E., un criminel impliqué dans l'affaire Koper26. Khalid Kasem aurait  livré des informations à Zakaria El H., un membre de l'organisation de Ridouan Taghi. Cependant, l'avocat ne reconnaît pas avoir joué un rôle dans la Mocro Maffia, déclarant : « Je n'ai rien avoir avec cela, je suis même choqué de me retrouver sur tous les médias dans une information mensongère. » Un jour plus tard, Peter R. de Vries coupe tout contact avec Khalid Kasem et prend son départ du cabinet d'avocats. Selon un journaliste néerlandais, Khalid Kasem serait un ancien ami et collègue d'école de Ridouan Taghi à Utrecht.
Le 19 février 2021, la justice néerlandaise, en manque de preuves, donne le droit à Khalid Kasem de reprendre ses fonctions.

## Publication
- (nl) Abdelhak Nouri, een onvervulde droom, Lebowski, 1er mars 2020, 1re éd., 224 p. (ISBN 9789048848782)